# Front démocratique du peuple centrafricain

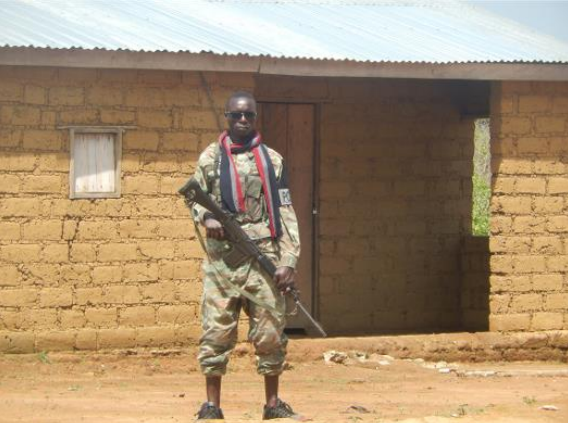
Central African Republic Civil War (2012–present), FN FAL, Male humans with assault rifles

Le Front démocratique du peuple centrafricain (FDPC) est un mouvement rebelle actif en République centrafricaine dont le chef est le général Abdoulaye Miskine (de son vrai nom Martin Koumtamadji), qui serait d'origine tchadienne. Ce groupe est apparu pendant la première guerre civile centrafricaine et n'appartient ni aux ex-Séléka ni aux anti-Balaka. Il sévit dans l'Ouest de la République centrafricaine et serait d'ethnie Ngama, qui appartiendrait aux Saras.

## Histoire

### Première guerre civile centrafricaine
Le 2 février 2007, sous le parrainage de Mouammar Kadhafi, le FDPC a signé à Syrte (Libye) un accord de cessez-le-feu avec le gouvernement de Bangui.
Le FDPC a ensuite dénoncé le non-respect  par le gouvernement centrafricain de l'accord signé en Libye.
En juillet 2009, un nouvel accord a été signé en Libye, en marge d'un sommet de l'Union africaine.

### Deuxième guerre civile centrafricaine
Abdoulaye Miskine est membre de la Séléka mais l'abandonne pour des raisons inconnues lors de l'assaut final contre le régime de François Bozizé, en mars 2013.

### Troisième guerre civile centrafricaine
Il est blessé lors de combats ayant opposé son groupe en mai 2013 aux combattants de l'ex-rébellion dans l'ouest de la République centrafricaine, son fief proche de la frontière avec le Cameroun. Accueilli pour des soins à l'hôpital régional de Bertoua, il a séjourné à Yaoundé pour des contacts tenus secrets avec les autorités, en vue de la résolution de la crise centrafricaine puis est finalement arrêté par ces dernières le 16 septembre 2013 à Bertoua après une série d'attaques menées par son groupe armé sur le territoire camerounais.
Transféré à Yaoundé, le chef rebelle centrafricain a vécu en résidence surveillée dans une « case de passage » des services de renseignement camerounais. Les membres de son groupe ont alors multiplié les attaques et les enlèvements au Cameroun pour obtenir des autorités camerounaises sa libération. Il est ainsi remis en liberté un an plus tard, le 27 novembre 2014, avec trois de ses proches en échange de 27 personnes que son groupe retenait en otages en Centrafrique (15 Camerounais, 11 Centrafricains, 1 Polonais, le prêtre Mateus Dziedzic, à l'issue d'une médiation du président congolais Sassou Nguesso). Puis il est expulsé vers le Congo.
Le 4 mai 2015, le FDPC a boycotté le forum inter-centrafricain de Bangui en raison de son insatisfaction sur le quota qui lui a été attribué pour les assises de ce forum conjointement avec les groupes armés (Front populaire pour la renaissance de Centrafrique (FPRC) de Michel Djotodia, Le Mouvement des libérateurs centrafricains pour la justice (MLCJ) d'Abakar Sabone, l’Union des forces républicaines (UFR) de Florian Ndjadder, L’Union des forces républicaines fondamentales (UFRF) d'Askin Nzéngué Landa et la Révolution justice (RJ) d'Armel Sayo).
Depuis la troisième guerre civile centrafricaine, le fief du groupe est situé dans la préfecture centrafricaine du Nana-Mambéré autour de la localité de Baboua.
Le FDPC est un des 14 groupes armés qui a signé l'accord de paix au début du mois de février 2019 avec les autorités centrafricaines. Abdoulaye Miskine s'est vu ainsi offrir un poste ministériel tandis qu' l’un de ses proches était nommé « conseiller spécial » à la Primature et l’autre préfet de la Nana-Mambéré. Le chef du FDPC a finalement décliné le poste ministériel, au début de l'année 2019, rackette avec son groupe le trafic sur le corridor stratégique Garoua-Boulaï vers le Cameroun.